# Ashbocking
Ashbocking – wieś w Anglii, w hrabstwie Suffolk, w dystrykcie Mid Suffolk. Leży 9 km na północ od miasta Ipswich i 113 km na północny wschód od Londynu.